# Мисс Сара Сампсон
«Мисс Сара Сампсон» (нем. Miss Sara Sampson) — пьеса немецкого драматурга Готхольда Эфраима Лессинга, написанная и опубликованная в 1755 году.

## Сюжет
Действие пьесы происходит в Англии. Главная героиня — девушка из респектабельной семьи, которую соблазняет безнравственный мужчина по имени Мелефонт. Любовница последнего из ревности отравляет Сару, Мелефонт раскаивается и совершает самоубийство, а благородный отец Сары берёт на себя заботу о его внебрачной дочери.

## Создание и восприятие
«Мисс Сара Сампсон» была написана в новом для немецкой драматургии жанре мещанской трагедии. В 1754 году Лессинг защищал этот жанр, появившийся в Англии, на теоретическом уровне, на страницах своего журнала «Театральная библиотека», а в 1755 году сам написал мещанскую трагедию на британском материале. «Мисс Сара Сампсон» была впервые поставлена на сцене во Франкфурте-на-Одере 10 июля 1755 года, а в том же году была опубликована в составе шестой части сочинений Лессинга.
Критики приняли пьесу довольно благосклонно. Для немецкой театральной публики «Мисс Сара Сампсон» стала настоящим потрясением: зрители рыдали во время спектакля, поражённые бурными страстями, которые разыгрывались не при дворе, а в привычной им мещанской среде.
Литературоведы последующих эпох констатируют, что пьеса Лессинга полна недостатков: язык слишком риторичен, поступки и переживания персонажей не всегда оправданы, сюжету не хватает «значительного идейного содержания». Тем не менее «Мисс Сара Сампсон» имеет большое значение как первая мещанская трагедия на немецком языке. Позже в том же жанре работал Фридрих Шиллер, написавший драму «Коварство и любовь».